# Carlo Sguizzato
Carlo Sguizzato (San Bonifacio, 15 gennaio 1948) è un ex arbitro di calcio italiano.

## Biografia
È sposato e ha tre figli, uno dei quali, Giuseppe, nato nel 1978, è stato anche lui arbitro, arrivando alla Lega Pro, dove ha arbitrato per cinque stagioni, fino al 2010-2011. Lavorava come consulente finanziario.

## Carriera
Nato a San Bonifacio, in provincia di Verona, nel 1948, faceva parte della sezione AIA "Umberto Sinico" di Verona, della quale è stato commissario straordinario nel 1982.
Nel 1982, a 34 anni, arriva in Serie B, debuttandovi il 12 settembre, alla prima di campionato, in Foggia-Cavese 0-0.
Al termine della stagione successiva, il 28 aprile 1984, esordisce in Serie A, arbitrando Ascoli-Catania del ventottesimo turno di campionato, vinta per 2-1 dai marchigiani.
Nel 1984 vince il Premio Florindo Longagnani, riconoscimento allora assegnato al migliore arbitro esordiente in Serie A.
L'11 giugno 1989 in Inter-Atalanta 4-2, trentaduesima di Serie A, con i padroni di casa già campioni d'Italia, assegna ben quattro rigori nella stessa partita, tre ai milanesi e uno ai bergamaschi, con un errore dell'interista Lothar Matthäus.
Nel 1992 è insignito del Premio Giovanni Mauro, come miglior arbitro della stagione 1991-1992, nella quale aveva diretto 13 gare in Serie A, 5 in Serie B e 5 in Coppa Italia.
Nella stagione 1992-1993 arbitra Juventus-Milan all'undicesima di Serie A, il 29 novembre 1992, vinta per 1-0 dai rossoneri con gol di Marco Simone, il derby Roma-Lazio 0-0 della ventottesima di campionato, il 18 aprile 1993 e il ritorno della finale di Coppa Italia Roma-Torino del 19 giugno 1993, dove assegna tre rigori ai giallorossi, tutti realizzati da Giuseppe Giannini. La gara si conclude sul 5-2, inutile però per la Roma, con il Torino vincitore del trofeo in virtù del 3-0 dell'andata. Questa gara rimarrà l'ultima della sua carriera, mentre l'ultima in Serie A, e centesima in massima serie, l'aveva diretta 2 settimane prima, il 6 giugno, Juventus-Lazio (4-1), ultimo turno di campionato.
In totale in carriera ha diretto 100 gare in Serie A, 85 nella Serie B, e 39 incontri in Coppa Italia.
Dopo il ritiro dall'arbitraggio è stato per un anno dirigente della CAN D, per quattro della CAN C, per uno della CAN e per quattro presidente del CRA Veneto. È stato inoltre uno dei quattro vice di Maurizio Mattei durante il suo periodo da designatore, tra 2005 e 2006.